# Il drago come realtà
Il drago come realtà - I significati storici e metaforici della letteratura fantastica è un saggio per ragazzi scritto da Silvana De Mari, pubblicato da Salani e uscito in libreria il 12 aprile 2007.

## Edizioni
- Silvana De Mari, Il drago come realtà - I significati storici e metaforici della letteratura fantastica, in copertina illustrazione di Gianni De Conno, Salani, 2007,  p. 160, ISBN 978-88-8451-619-0.